# Eocarcharia
Eocarcharia là một chi khủng long, được Sereno & Brusatte mô tả khoa học năm 2008.